# Вершовский, Антон Константинович
Анто́н Константи́нович Вершо́вский (род. 23 октября 1961, Таллин, ЭССР) — советский и российский физик, специалист в области радиооптической спектроскопии и квантовой оптики. Член-корреспондент РАН (2025).

## Биография
Родился 23 октября 1961 года в Таллине (ЭССР) в семье военнослужащего. В 1978 г. поступил на физический факультет Ленинградского государственного университета, который окончил в 1984 г. С 1984 г. по 1998 г. работал в ГОИ им. С. И. Вавилова, затем в ФТИ им. А.Ф. Иоффе в лаборатории академика РАН Е. Б. Александрова. В 2000-2002 гг. работал в Университете города Орхус (дат. Aarhus Universitet), Дания. Член Союза фотохудожников РФ с 2011 года. Автор учебника по непостановочной уличной фотографии «Стрит-фотография – открытие плоскости»  (М., 2012). Автор книги «О Дании и датчанах... королях и красной капусте» (М., 2006; перевод на англ).

### Образование
- 1984 год — окончил Ленинградский государственный университет (физический факультет) по специальности «физика» (специализация «квантовая электроника»).

### Научная степень
- 1989 год — защитил кандидатскую диссертацию на тему «Предельная разрешающая способность и параметрические нестабильности квантового дискриминатора частоты на 0-0 переходе атома 87Rb»[7];
- 2008 год — защитил докторскую диссертацию на тему «Новые квантовые радиооптические системы и методы измерения слабых магнитных полей»[8].

### Работа
- С 1984 года  по 1999 год работал в Государственном оптическом институте им. С. И. Вавилова;
- С 1999 года работает в лаборатории Атомной радиоспектроскопии Физико-технического института им. А. Ф. Иоффе[9];
- Член редколлегии журнала РАН «Оптика и спектроскопия»[10];
- Член редсовета журнала РАН «Журнал технической физики»;
- Член совета рецензентов журнала «Sensors»[11];
- Член диссертационного совета Физико-технического института им. А. Ф. Иоффе по специальности «оптика»[12].

## Научная деятельность
А. К. Вершовский – физик-экспериментатор, специалист в области оптической радиоспектроскопии и квантовой оптики, занимает должность ведущего научного сотрудника ФТИ им. А. Ф. Иоффе. В январе 2022 года был выдвинут на выборы в РАН по Отделению физических наук (члены-корреспонденты РАН), но не прошёл. В справке-аннотации, представленной в президиум РАН, были отмечены его основные научные результаты: 
Теоретически предсказан и экспериментально исследован радиочастотный эффект когерентного пленения населенностей, разработан метод измерения магнитного поля на его основе.
Предложен эффективный метод зеемановского замедления в схеме стандарта частоты на холодных атомах.
Предложен, обоснован теоретически и продемонстрирован экспериментально ряд новых схем оптической накачки и детектирования магнитного резонанса в щелочных атомах, а также ряд новых методов измерения магнитного поля на их основе.
Разработан первый в стране квантовый оптический датчик магнитного поля для задач магнитоэнцефалографии и магниторезонансной томографии сверхслабого поля.

Предложены и экспериментально развиты методы возбуждения оптически детектируемого магнитного резонанса в центрах окраски в алмазе для задач измерения частоты/времени и сверхслабого магнитного поля, в частности – в задачах инвазивной магнитоэнцефалографии.
В октябре 2021 года  выступал с пленарным (включённым в число приглашённых) докладом на IV Международной конференции  «Физика – наукам о жизни». В декабре 2021 года как ведущий российский учёный физик-экспериментатор выступал с приглашённым докладом на Всероссийской научной молодежной конференции «Физика полупроводников и наноструктур, полупроводниковая опто- и наноэлектроника».

За работу «Методы возбуждения оптически детектируемого магнитного резонанса в азотно-вакансионных центрах окраски в алмазе» А. К. Вершовский (совместно с  А. К. Дмитриевым) был выдвинут на премию имени Д. С. Рождественского 2022 года. Принимая проект постановления о присуждении премии, президиум Российской академии наук отметил: 
На фоне многочисленных работ по исследованию NV-центров цикл работ А.К. Вершовского и А.К. Дмитриева выделяется простотой и элегантностью использованных средств, а также количеством и качеством новых важных результатов. В отличие от других исследований в этой области авторы получили результаты, относящиеся к наиболее сложной области слабых магнитных полей.
 Среди этих результатов особенно важным достижением специалисты назвали открытие и исследование оптически детектируемого резонанса, возникающего в условиях анти-пересечения уровней в нулевом магнитном поле. По их мнению, это сулит новые перспективы в изучении «переменных магнитных полей биологических объектов, в первую очередь — головного мозга».
В начале 2025 года повторно выдвигался кандидатом в члены-корреспонденты РАН — и на этот раз был избран по Отделению физических наук (май 2025). Вошёл в Санкт-Петербургское региональное отделение академии.

## Награды и премии
- 2022 — Премия имени Д. С. Рождественского[20] (совместно с А. К. Дмитриевым) за цикл работ «Методы возбуждения оптически детектируемого магнитного резонанса в азотно-вакансионных центрах окраски в алмазе».
- 2018 — Премия имени А. С. Попова Правительства Санкт-Петербурга и СПб центра РАН[21] за цикл работ «Разработка радио-спектроскопических и радиооптических методов метрологии времени и магнитных полей».

## Работы
- A.K. Dmitriev, A.K. Vershovskii. Radio-frequency response of the optically detected level anticrossing signal in nitrogen-vacancy color centers in diamond in zero and weak magnetic fields - Phys. Rev. A. v.105, 043509 (2022).
- M.V. Petrenko, A.S. Pazgalev, and A.K. Vershovskii. Single-Beam All-Optical Nonzero-Field Magnetometric Sensor for Magnetoencephalography Applications -  Phys. Rev. Applied v.15, 064072 (2021).
- A. A. Fomin, M. Yu. Petrov, G. G. Kozlov, A. K. Vershovskii, M. M. Glazov, V. S. Zapasskii. Anomalous light-induced broadening of the spin-noise resonance in cesium vapor - Phys. Rev. A v.103, 042820 (2021).
- A.K. Dmitriev, A.K. Vershovskii. High-contrast two-frequency optically detected resonances in diamond nitrogen-vacancy centers for timekeeping schemes – IEEE Sensors Letters, v.4, no.1, pp.1-4 (2020).
- V.I. Petrov, A.S. Pazgalev, and A.K. Vershovskii. Isotope shift of nuclear magnetic resonances in 129Xe and 131Xe caused by spin-exchange pumping by alkali metal atoms - IEEE Sensors Journal v.20, no.2, pp.760-766 (2020).
- A.K. Dmitriev, H.Y. Chen, G.D. Fuchs, and A.K. Vershovskii. Dual-frequency spin resonance spectroscopy of diamond nitrogen-vacancy centers in zero magnetic field - Phys. Rev. A v.100, 011801(R) (2019).
- A.K. Dmitriev, A.K. Vershovskii. Concept of a microscale vector magnetic field sensor based on nitrogen-vacancy centers in diamond - JOSA B, v.33, no.3, pp. B1-B4 (2016).
- Е. Б. Александров, А. К. Вершовский. Современные радиооптические методы квантовой магнитометрии. — УФН, Т.179, С.605 (2009).
- D. Oblak, P.G. Petrov, C.L. Garrido Alzar, W. Tittel, A.K. Vershovski, J.K. Mikkelsen, J.L. Sorensen, and E.S. Polzik. Quantum-noise-limited interferometric measurement of atomic noise: Towards spin squeezing on the Cs clock transition - Phys. Rev. A 71, 043807 (2005).
- E.B. Alexandrov, M.V. Balabas, A.S. Pazgalev, A.K. Vershovskii, N.N. Yakobson. Double-resonance atomic magnetometers: from gas discharge to laser pumping - Laser Physics, v.6, no.2, p.244-251. (1996).
- Е.Б. Александров, А.К. Вершовский. Оптико-микроволновая накачка и эффект пленения населенностей - Опт. и спектр., т.59, вып.6, стр.1210-1216 (1985).